# 허스부르크

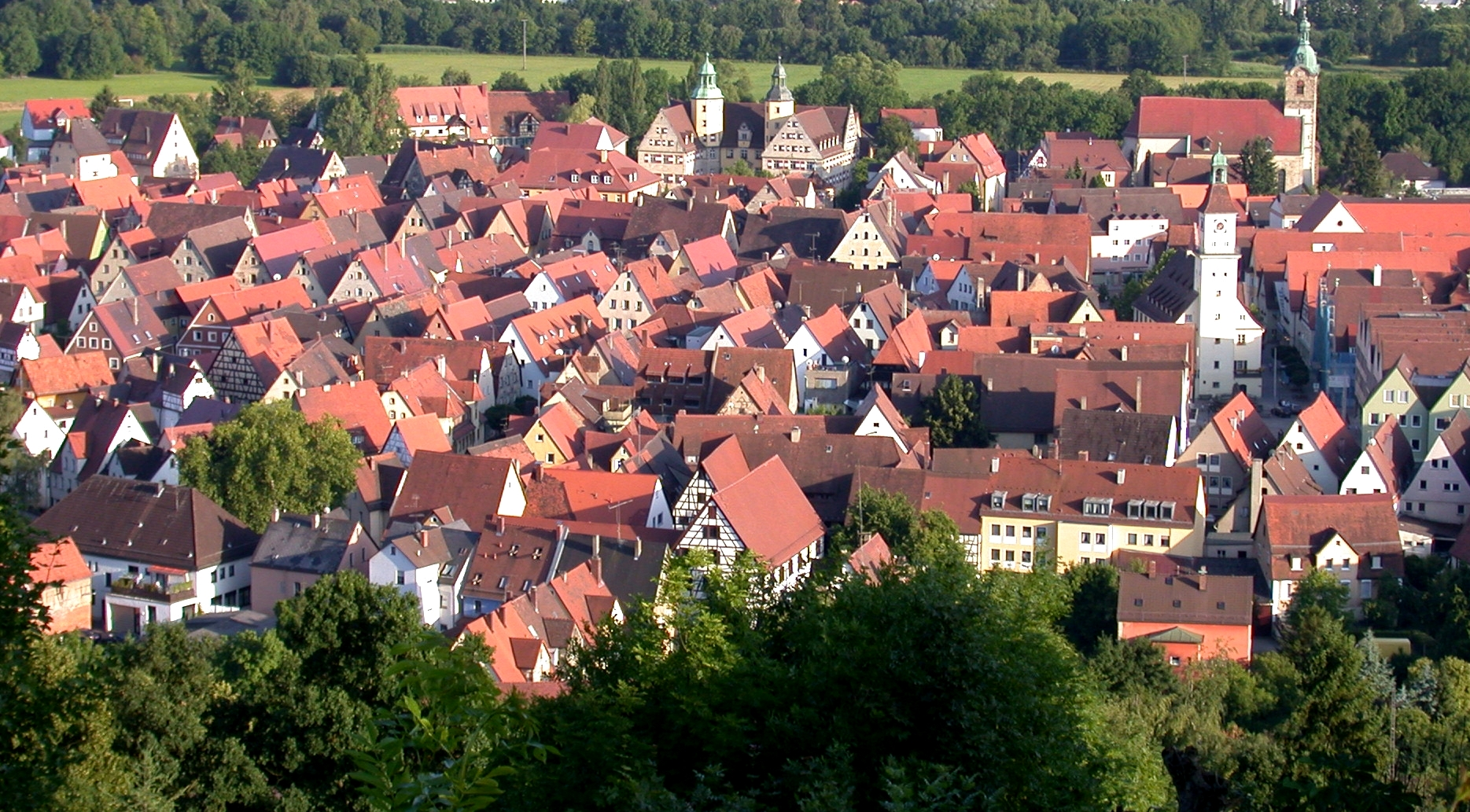
허스부르크의 전경

허스부르크(독일어: Hersbruck)는 독일 바이에른주에 있는 도시이다. 인구는 12,388명이다.